# Akademia Lubrańskiego

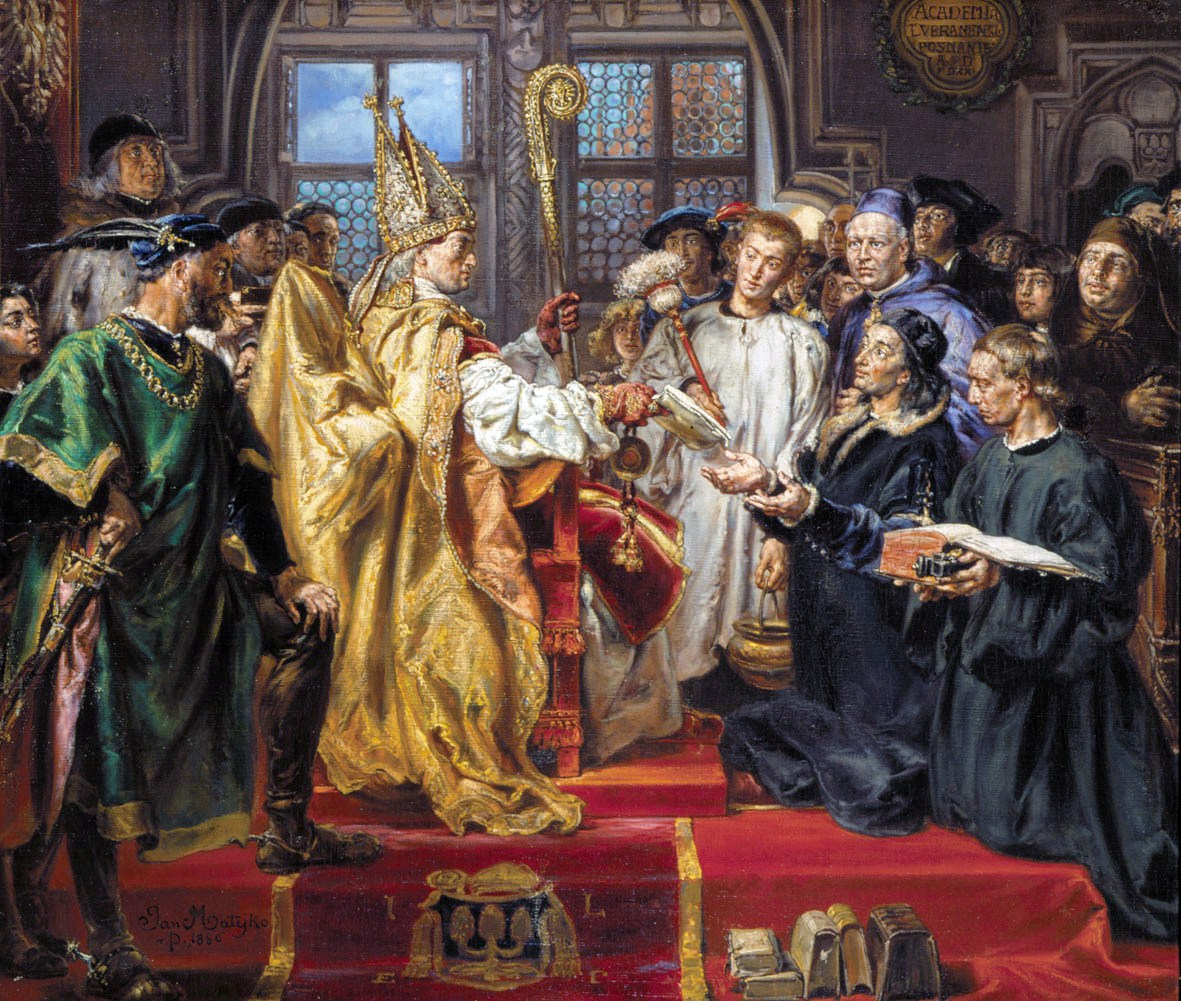
Jan Matejko, Założenie Akademii Lubrańskiego w Poznaniu, 1886

Akademia Lubrańskiego (łac. Collegium Lubranscianum) – uczelnia wyższa działająca w Poznaniu w latach 1519–1780, założona przez biskupa poznańskiego Jana Lubrańskiego.
Akademia rządziła się swoimi prawami, a w XVII i XVIII w. posiadała także samorządną konwokację profesorów, zorganizowaną na wzór konwokacji Akademii Krakowskiej.
W 1780 szkołę przejęła Komisja Edukacji Narodowej, łącząc ją z Akademią Wielkopolską i przekształcając w szkołę wojewódzką dla województwa poznańskiego.
Szkoła posiadała bogatą bibliotekę, sukcesywnie powiększaną o zapisy licznych fundatorów i produkcję, działającej przy Akademii od 1689 r., Drukarni Akademickiej. Związane z nią były także bursy uczniowskie: Rozdrażewskich, Szołdrskich, Krzyckich, Zalaszowskiego oraz Kralla (ta ostatnia najprawdopodobniej nie została uruchomiona). Budynek wchodzi w skład zabytków i atrakcji trasy turystycznej Traktu Królewsko-Cesarskiego.

## Historia
Pierwszym rektorem był Jan ze Stobnicy, ceniony podówczas teolog i geograf, ale szybko zastąpił go pochodzący z Poznania teolog-humanista Tomasz Bederman, autor Antiquissimi graeci poetae z 1505 i Cicero de eloquentia z 1513. Wykładowcami natomiast byli Jan Kruk z Gniezna (również teolog) oraz prawnicy Mateusz i Grzegorz z Szamotuł oraz Jakub Skrzetuski.
Akademia posiadała dwa wydziały: teologiczny i humanistyczny, nie miała jednak prawa nadawania tytułów naukowych, dla których uzyskania studenci udawali się na Uniwersytet Jagielloński lub któryś z uniwersytetów europejskich. Nauki humanistyczne wykładali poza Bedermanem również Antoni Feliks Gall i Antoni Niger. Prawdziwy rozkwit uczelni rozpoczął się z przybyciem nowego dziekana wydziału humanistycznego, pochodzącego z Lipska Krzysztofa Hegendorfera, który stworzył statut szkoły, wprowadził nowe rewolucyjne metody nauczania – prowadzono dyskusje, pisano rozprawy, dyktanda, mowy i wiersze. W 1535 opuścił on Poznań za sprawą archidiakona poznańskiego Grzegorza Snopka z Szamotuł – scholastyka związanego z Akademią Krakowską, który oskarżył go (słusznie zresztą, gdyż Hegendorfer sprzyjał reformacji) o herezję, czyli szerzenie tez niezgodnych z nauczaniem Kościoła katolickiego.
Za czasów Hegendorfera niższy wydział – humanistyczny dzielił się na szkoły – odpowiedniki klas (licząc od najniższej):
- szkoła gramatyczna – nauka podstaw gramatyki, stylistyki, etymologii łacińskiej i greckiej (była to jedyna szkoła, w której nauczanie greki wpisane było do oficjalnego programu nauczania; język ten uznawany był za wstęp do czytania pism heretyckich)
- szkoła retoryczna – retoryka, historia powszechna i geografia
- szkoła matematyczna – arytmetyka, astronomia, astrologia, objaśnianie kalendarza, muzyka i śpiew
- szkoła filozofii
- szkoła logiki
- szkoła jurystyczna – prawo rzymskie i kościelne

Następnie kandydaci do stanu duchownego przechodzili na wydział wyższy – teologiczny.
Po odejściu Hegendorfera poziom szkoły obniżył się pod wpływem scholastyków z Uniwersytetu Jagiellońskiego, którzy metody renesansowe zastąpili średniowiecznymi, stosowanymi wówczas w Krakowie.
Drugi rozkwit Akademia przeżyła w latach 1562–1570 za sprawą wykładowców związanych z kontrreformacją sprowadzonych przez biskupa Andrzeja Czarnkowskiego – Benedykta Herbesta z Krakowa i jego braci. Szkole pomogły też nowe legaty, podkomorzy poznański Jan Konarski przeznaczył na placówkę 2000, a szlachcic z Niepartu Jan Rożnowski 3667 zł. W latach 70. XVI wieku szkoła znów podupadła, głównie za sprawą silnej konkurencji nowego Kolegium Jezuickiego, które cieszyło się większą przychylnością biskupa Łukasza Kościeleckiego. 
Od schyłku XVI wieku widać wyraźne starania kapituły poznańskiej o wznowienie prężnej działalności Lubranscianum. Prawdopodobnie dzięki nim były sufragan włocławski Jan Rozdrażewski zapisał dla Akademii w 1604 r. znaczne dochody na remont budynku i utrzymanie profesorów oraz uczniów. Finansowe zabezpieczenie (chociaż windykowane dopiero w 1619 r.) i zainteresowanie Akademią uczelni krakowskiej przyczyniło się do wznowienia działalności szkoły na przełomie 1613/1614 r.
W 1619 nadano szkole statut oparty na tym napisanym przez K. Hegendorfera, opracowany na zlecenie kapituły poznańskiej i przyjęty przez nią decyzją z 1 lipca 1619 r., która dla tego celu dokonała wyboru komisji złożonej z siedmiu członków. Efektem reform stało się częściowe uzależnienie Collegium Lubranscianum od Akademii Krakowskiej. Polegało ono na obsadzaniu wszystkich katedr profesorami krakowskiej uczelni, czasami ich odwoływaniu, ale również na pilnowaniu spraw karności. Akademia Lubrańskiego pozostała jednak niezależna, bowiem to kapituła poznańska zatwierdzała ostatecznie przysłanych dyrektorów (sprawa ta nie została nigdy unormowana).
Akademia przetrwała do 1780 roku, kiedy to Komisja Edukacji Narodowej połączyła ją z Kolegium Jezuickim w Wojewódzką Szkołę Wydziałową. Dawny gmach Akademii oddał biskup Antoni Onufry Okęcki w 1784 r. na cele seminarium duchownego.

## Znani studenci
- Józef Struś – lekarz, naukowiec, burmistrz Poznania
- Klemens Janicki – poeta
- Kasper Goski
- Andrzej I Górka
- Adam Gradowicz
- Krzysztof Opaliński
- Łukasz Opaliński
- Rafał Leszczyński
- Jan Śniadecki
- Marcin Czechowic
- Jan Mikołaj Smogulecki
- Wacław z Szamotuł - kompozytor

## Budynek
Gmach Akademii, jedna z pierwszych renesansowych budowli Poznania, to trzykondygnacyjny budynek podparty w narożnikach masywnymi skarpami, zbudowany w latach 1518–1530, a przebudowany w XVII i XVIII wieku. W latach 2006–2007 budynek przeszedł gruntowną renowację, podczas której wnętrza przygotowane zostały do umieszczenia w nich wystawy Muzeum Archidiecezjalnego. Obok gmachu stoi pomnik Jana Kochanowskiego zrekonstruowany w 1984 i przeniesiony tu w 2002.

## Legenda
W 1771, kiedy to wojska rosyjskie przechodziły przez Poznań, żołnierze urządzili w murach Akademii kwaterę z magazynami. Rozochocone moskiewskie żołdactwo w znaczący sposób dewastowało budynek i wyposażenie, ale pewnej nocy nagle się w popłochu wyniosło. Uznano to za nadprzyrodzoną interwencję św. Jana Kantego lub nawet Jana Lubrańskiego.